# Maqbool
Pour plus de détails, voir Fiche technique et Distribution.
Maqbool est un film dramatique indien, réalisé par Vishal Bhardwaj, sorti en 2003.
Entièrement basée sur la célèbre pièce Macbeth de Shakespeare, Maqbool est une adaptation se déroulant dans l'Inde contemporaine.

## Synopsis
Dans la mafia de Bombay, Maqbool (Irrfan Khan) est un des hommes les plus fidèles au chef, Abbaji (Pankaj Kapur). Cependant, cette loyauté cache un amour du pouvoir mais également un amour pour la maîtresse de celui-ci, Nimmi (Tabu). Cette dernière le suppliant de prendre le pouvoir de la mafia et ainsi, être également libre d'avoir une relation avec elle, il va comploter et réussir le meurtre d'Abbaji à l'aide de sa secrète amante. Cependant, le remords va vite suivre, ainsi qu'un lent chemin vers la folie.

## Fiche technique
Sauf indication contraire, les informations mentionnées dans cette section peuvent être confirmées par la base de données cinématographiques IMDb,  présente dans la section « Liens externes ».
- Titre : Maqbool
- Réalisation : Vishal Bhardwaj
- Scénario : Vishal Bhardwaj, Abbas Tyrewala
- Casting : Honey Trehan
- Dialogue : Vishal Bhardwaj
- Direction artistique : Jayant Deshmukh
- Costumes : Payal Saluja
- Maquillage : Suraj Chauhan, Prakash Maruti Lad,Madan Mohan, Vijay Sawant
- Photographie : Hemant Chaturvedi
- Montage : Aarif Sheikh
- Musique : Vishal Bhardwaj
- Paroles : Gulzar
- Production : Bobby Bedi
- Sociétés de production : Kaleidoscope Entertainment, Vishal Bhardwaj Pictures
- Société de distribution : Yash Raj Films
- Pays d'origine :  Inde
- Langues : Hindi, ourdou
- Format : Couleurs - 2,35:1 - DTS / Dolby Digital / SDDS - 35 mm
- Genre : Drame et film de gangsters
- Durée : 132 minutes
- Dates de sorties en salles : 
  -  Inde : 30 janvier 2004

## Distribution
- Irrfan Khan : Maqbool
- Tabu : Nimmi
- Pankaj Kapur : Jahangir Khan (Abbaji)
- Om Puri : inspecteur Pandit
- Naseeruddin Shah : inspecteur Purohit
- Piyush Mishra : Kaka
- Ankur Vikal : Riyaz Boti
- Ajay Gehi : Guddu
- Masumeh Makhija : Sameera
- Shammi Narang	: Mr. Bhosle
- Pubali Sanyal : l'épouse de Riyaz Boti
- Master Raj : le fils de Riyaz Boti
- Gyanchand Rikhi : Mughal
- Manav Kaushik	Asif : Cawdor
- Murali Sharma	: D.C.P. Davsare
- Vinod Nahardri : Chinna
- Abbas Tyrewala : Sadiq Chikna
- Deepak Dobriyal : Thapa
- Firdaus Irani	: Usmaan
- Vivek Mishra : Tawde
- Mohini Mathur : Badi bi
- Jaywant Wadkar: Palekar
- Jitendra Shrimali: Palekar's P.A.
- Shweta Menon : Mohini
- Bhupinder Sharma : la secrétaire de Mohini
- Ramratan Sen : Ahmed
- Shankar Nihati : l'assassin de Kaka
- Dibyendu Bhattacharya : le tueur de Chinna
- Nadeem Khan : le tueur de Badi bi
- Richa Nayer : docteur
- Sanjay Bhutiyani : Custom Officer
- Dayashankar Pandey : Masterji

## Distinctions
| Date                         | Distinction                               | Catégorie                                     | Nom                             | Résultat   |
| ---------------------------- | ----------------------------------------- | --------------------------------------------- | ------------------------------- | ---------- |
| 22 janvier au 2 février 2004 | Festival international du film de Bangkok | Kinnaree d'Or du meilleur film                | Vishal Bhardwaj                 | Nomination |
| 28 mai 2004                  | Producers Film Guild Awards               | Meilleur acteur dans un second rôle           | Pankaj Kapur                    | Lauréat    |
| 28 mai 2004                  | Producers Film Guild Awards               | Meilleur réalisateur                          | Vishal Bhardwaj                 | Nomination |
| 28 mai 2004                  | Producers Film Guild Awards               | Meilleur scénario                             | Abbas Tyrewala                  | Nomination |
| 26 février 2005              | Filmfare Awards                           | Meilleur acteur - critiques                   | Pankaj Kapur                    | Lauréat    |
| 3 février 2005               | National Film Awards                      | Meilleur acteur dans un second rôle           | Pankaj Kapur                    | Nomination |
| 26 mars 2005                 | Zee Cine Awards                           | Meilleur acteur - critiques                   | Pankaj Kapur                    | Lauréat    |
| 26 mars 2005                 | Zee Cine Awards                           | Meilleur scénario                             | Vishal Bhardwaj, Abbas Tyrewala | Lauréat    |
| 26 mars 2005                 | Zee Cine Awards                           | Meilleur dialogue                             | Vishal Bhardwaj                 | Lauréat    |
| 26 mars 2005                 | Zee Cine Awards                           | Meilleur réalisateur                          | Vishal Bhardwaj                 | Nomination |
| 26 mars 2005                 | Zee Cine Awards                           | Meilleur acteur dans un second rôle           | Pankaj Kapur                    | Nomination |
| 26 mars 2005                 | Zee Cine Awards                           | Meilleure histoire                            | Vishal Bhardwaj                 | Nomination |
| 26 mars 2005                 | Zee Cine Awards                           | Meilleurs costumes                            | Payal Saluja                    | Nomination |
| 26 mars 2005                 | Zee Cine Awards                           | Meilleure performance dans un rôle de méchant | Irrfan Khan                     | Nomination |
| 9 juin 2005                  | IIFA Awards                               | Meilleur scénario                             | Vishal Bhardwaj, Abbas Tyrewala | Lauréat    |
| 9 juin 2005                  | IIFA Awards                               | Meilleur dialogue                             | Vishal Bhardwaj                 | Lauréat    |
| 9 juin 2005                  | IIFA Awards                               | Meilleur acteur dans un second rôle           | Pankaj Kapur                    | Nomination |